# Мечислав Мочар
Мечислав Мочар (пол. Mieczysław Moczar, справжнє ім'я Миколай Демко (пол. Mikołaj Demko), пол. Mikołaj Diomko, *25 грудня 1913, Лодзь, Царство Польське, Російська імперія — †1 листопада 1986, Варшава, ПНР) — При народженні отримав ім'я Микола (Микола) Дёмко (іноді — Демко). Тихон Дьомко, батько Мечислава Мочара, був етнічним білорусом і православним, польський комуністичний політик і державний діяч, генерал дивізії, один з керівників ПОРП. Учасник комуністичного підпілля 1937—1939 і партизанського руху 1942—1944. Після 1945 — керівник оперативних груп МОБ, учасник силового придушення політичної опозиції. У 1948—1956 — голова адміністрації кількох воєводств ПНР. У 1956—1964 — заступник міністра, від 1964 р. до 1968 р. — міністр внутрішніх справ ПНР. У 1968—1971 — секретар ЦК ПОРП, в 1970—1971 і 1980—1981 — член політбюро ЦК ПОРП, партійний куратор каральних органів. Ортодоксальний сталініст, лідер націоналістичного і антисемітського крила ПОРП.